# 陳淑慧
陳淑慧（1957年10月6日—），曾任立法委員、嘉義市副市長，亦為已故前立法委員林南生之妻，2007年獲中國國民黨提名為不分區立委候選人第22名，不過隔年的立委選舉中國民黨僅被分配到20席，未能當選；2008年7月因時任立委李紀珠轉任金融監督管理委員會政務副主任委員而遞補進入立法院。而出身台南的時任蒙藏委員會主任委員兼政務委員高思博與行政院青年輔導委員會主委王昱婷無意願參選，陳淑慧因而決定參與2011年臺南市第四選舉區立法委員缺額補選，成為首位於不分區立委任內轉戰參選區域立委選舉的立法委員，不過最終仍以懸殊差距敗給剛卸任臺南市市長的許添財。2012年連任立委後，2016年獲國民黨徵召再戰臺南市第四選舉區，在國民黨大環境不佳之下以超過五萬票的差距大敗給曾任民進黨發言人的前台南市議員林俊憲，無緣三連霸。2018年黃敏惠當選嘉義市市長後，受邀接任副市長，直到2023年4月請辭。

## 選舉紀錄
| 年度 | 選舉屆數           | 選舉區                                 | 所屬政黨   | 得票數    | 得票率 | 當選標記 | 備註 |
| ---- | ------------------ | -------------------------------------- | ---------- | --------- | ------ | -------- | ---- |
| 2008 | 第七屆立法委員選舉 | 全國不分區及僑居國外國民立法委員選舉區 | 中國國民黨 | 5,010,801 | 51.23% |          | 遞補 |
| 2011 | 第七屆立法委員補選 | 臺南市第四選舉區                       | 中國國民黨 | 30,504    | 38.13% |          |      |
| 2012 | 第八屆立法委員選舉 | 全國不分區及僑居國外國民立法委員選舉區 | 中國國民黨 | 5,863,279 | 44.55% |          |      |
| 2016 | 第九屆立法委員選舉 | 臺南市第四選舉區                       | 中國國民黨 | 64,652    | 32.46% |          |      |

## 關聯項目
- 2011年臺南市第四選舉區立法委員缺額補選